# Pietro Cossa
Pietro Cossa, född 1830, död 1881, var en italiensk dramatiker och lyriker.
Cossas stora genombrott var pjäsen Nerone artista (1871). Bland han övriga verk märks dramat Monaldeschi (1874), komedin Plauto (1876), dramerna Messalina (1877), Cleopatra (1879) och Cola di Rienzo (1879). Han har även författat lyriksamlingen Poesie liriche (1876).